# آي فوريهاتا
آي فوريهاتا (降幡愛 فوريهاتا آي) هي مؤدية أصوات يابانية ولدت في 19 فبراير 1994 في محافظة ناغانو.

## أدوارها في الأنمي

### مسلسلات أنمي تلفزيونية
- لاف لايف! سان شاين!! - روبي كوروساوا
- أورينج - ساكو
- داي الشجاع (2020) - غوم

### أفلام أنمي
- لاف لايف! سان شاين!! ذا سكول آيدول موفي أوفر ذا رينبو - روبي كوروساوا
- لأجل من يتواجد الخيميائي - ليزبيث فان روستبرغ

## أدوارها في ألعاب الفيديو
- لأجل من يتواجد الخيميائي - ليزبيث فان روستبرغ
- آيسي - آيسي

## أدوارها في الدبلجة اليابانية
- دريفت - تينا